# Anticapitalistes (organització política)
Anticapitalistes, abans Esquerra Anticapitalista i Espai Alternatiu, és una organització política d'origen trotskista fundada el 1995, que funciona en l'àmbit d'Espanya. Es definix com revolucionària, anticapitalista, internacionalista, ecologista i feminista. Intenta acostar-se a moviments socials de diversa índole i tendències.

## Història
Espai Alternatiu va ser formada en 1995 pels antics membres de la Lliga Comunista Revolucionària que es van integrar en Esquerra Unida i independents ecosocialistes. Posteriorment ha anat sumant membres dins i fora d'esta coalició.
Ha celebrat, fins al moment cinc Trobades Confederals, l'última al desembre del 2007. En la qual, entre altres coses, es va aprovar una resolució per la qual EA se n'ix com a corrent organitzada de IU. El 22 de novembre de 2008 es reuneixen en un congrés extraordinari per a convertir-se en un partit polític amb el qual pensen presentar-se a les eleccions europees de 2009. En eixe mateix congrés, amb el 70% dels vots, decidixen canviar el nom del partit, deixant d'anomenar-se Espai Alternatiu, passant a anomenar-se Esquerra Anticapitalista (IA) i per a això inicia una campanya de recollida de 15.000 firmes en tot el territori estatal que necessita per a això. D'esta manera entra activament en la política estatal.
Forma part de l'Esquerra Anticapitalista europea, que és un conglomerat de partits i grups polítics comunistes de diferents tendències (des de trotskistes, nacionalistes, marxistes-leninistes) que a Espanya forma part també Zutik i Esquerra Unida i Alternativa. A les eleccions al Parlament Europeu de 2014, Esquerra Anticapitalista va decidir no presentar-s'hi i va demanar el vot per a Podem. En el II Congrés, celebrat el 16 i 17 de gener de 2015 l'organització va abandonar la forma juridica de partit per esdevenir una corrent politica i també va canviar el nom a Anticapitalistas.

## Línies programàtiques
Espai Alternatiu prioritza el treball en els moviments socials, i forma part del moviment antiglobalització. Busca teixir una confluència de moviments amb un caire anticapitalista i alternatiu.

## Funcionament intern
Anticapitalistes és una organització confederal composta de diverses organitzacions d'Espanya: 
- A Andalusia, Anticapitalistas Andalucía.
- A Galícia, Anticapitalistas Galiza.
- A Castella i Lleó, Anticapitalistas Castilla y León
- A Catalunya, Anticapitalistes.
- A Euskadi, Antikapitalistak.
- A Madrid, Anticapitalistas Madrid.
- A Múrcia, Anticapitalistas Región de Murcia
- A País Valencià, Anticapitalistes País Valencià.

## Relacions internacionals
Esquerra Anticapitalista està adscrit a l'Esquerra Anticapitalista Europea, i és la secció en l'Estat espanyol del Secretariat Unificat de la IV Internacional, reivindicant-se hereu de la seua antiga direcció, i de l'antiga Lliga Comunista Revolucionària espanyola.